# Luc Besson
Luc Paul Maurice Besson (Parigi, 18 marzo 1959) è un regista, sceneggiatore e produttore cinematografico francese.

## Biografia
Luc Besson nasce il 18 marzo del 1959 a Parigi; i genitori sono istruttori subacquei del Club Med, e Luc li segue nei loro giri intorno al mondo. Nell'isola greca di Io, sviluppa il desiderio di diventare un biologo marino specializzato nello studio dei delfini. Quando il piccolo Luc ha solo 10 anni, i genitori divorziano dopo una violenta lite, che vede la madre ricoverata in ospedale per gravi contusioni. In un'intervista dichiara di essersi sentito come un inutile ricordo di una relazione che non aveva funzionato, e che da questo deriva la sua rabbia e il desiderio di morte. È un pessimo studente, ma si appassiona al fumetto Valérian et Laureline e alla fotografia.
Svolge vari lavori come assistente alla regia per poi dirigere un primo lungometraggio di fantascienza: Le Dernier Combat (1983), che gli permette di siglare un contratto con la Gaumont per realizzare Subway (1985). Forte di questo successo, comincia la realizzazione di un film a cui tiene: Le Grand Bleu, non ben accolto al festival di Cannes 1988 ma che diviene un fenomeno sociale e l'oggetto di numerose analisi per tentare di spiegare il successo che ottiene presso i giovani. Il suo stile vicino all'universo della pubblicità crea un fossato tra lui e il mondo della critica. Il critico francese Raphaël Bassan nel 1989 su "La Revue du Cinéma" definisce e inserisce Besson nel movimento Cinéma du look.
Il pubblico continua ad apprezzare i suoi film, tra i quali Nikita (1990) e Léon (1994). Nel 1997 si lancia con la Gaumont in un ambizioso progetto di fantascienza, pensato esplicitamente per il mercato americano, con protagonista Bruce Willis: Il quinto elemento è uno dei più grandi successi commerciali di un film francese negli Stati Uniti (il record è stato poi battuto dal film La marcia dei pinguini di Luc Jacquet).
Nel 2000 fonda la sua società di produzione e distribuzione EuropaCorp, che tenta di sviluppare una nuova corrente cinematografica per il grande pubblico puntando su film di successo come Taxxi (1998), Taxxi 2 (2000), Taxxi 3 (2003), Yamakasi - I nuovi samurai (2001), The Transporter (2002). È spesso il regista dei film che produce, privilegiando l'intrattenimento e l'azione. Quest'atteggiamento gli vale una disaffezione della critica e di una parte della stampa, addirittura uno spregio al punto da dover denunciare per diffamazione alcuni articoli.
Cercando di imporsi sul mercato internazionale, quindi statunitense, Besson cerca tuttavia di conservare il controllo e la nazionalità francese dei suoi film sia da un punto di vista giuridico sia fiscale. All'inizio del 2000, fonda la Cité du Cinéma a Saint-Denis, nella banlieue nord di Parigi. Nel segreto più assoluto gira il film Angel-A, durante l'estate del 2005, interpretato da Jamel Debbouze e Rie Rasmussen.
Il 6 luglio 2005, giorno di scelta della città organizzatrice, ha presentato a Singapore un film didattico e pubblicitario che puntava a presentare la candidatura di Parigi ai giochi del 2012 ai membri del Comitato Olimpico Internazionale. Il film aveva un budget di 6 milioni di euro. Nel 2010 ha presentato a Roma il film Adèle e l'enigma del faraone..

## Vita privata
Nel 1986 sposa l'attrice Anne Parillaud, dalla quale ha una figlia, Juliette. Lui le offre un ruolo in Nikita (1990), un successo mondiale per il quale lei otterrà il Premio César per la migliore attrice nel 1991. Durante questa cerimonia incontra la giovane Maïwenn, all'epoca quindicenne, che sposa nel 1992 e dalla quale ha una figlia, Shanna, nata pochi mesi dopo il loro matrimonio. Luc Besson dà a Maïwenn un piccolo ruolo in Léon (1994) e ne Il quinto elemento (1997).
Durante le riprese di questo film si innamora di Milla Jovovich, la sposa nel 1998 e la sceglie per il ruolo di Giovanna d'Arco nell'omonimo film del 1999, anno in cui la coppia divorzia. Dal 29 agosto 2004 è sposato con la produttrice Virginie Silla, dalla quale ha tre figli: Thalia, Satine e Mao. Nel maggio del 2018 viene denunciato da un'attrice ventisettenne francese per stupro: Besson l'avrebbe narcotizzata per poi violentarla. Il regista francese respinge prontamente le accuse, definendole "fantasiose".

## Filmografia

### Regista

#### Cinema
- L'Avant dernier – cortometraggio (1981)
- Le Dernier Combat (1983)
- Subway (1985)
- Le Grand Bleu (1988)
- Nikita (1990)
- Atlantis – documentario (1991)
- Léon (1994)
- Il quinto elemento (Le Cinquième Élément, 1997)
- Giovanna d'Arco (The Messenger: The Story of Joan of Arc, 1999)
- Angel-A (2005)
- Arthur e il popolo dei Minimei (Arthur et les Minimoys, 2006)
- Arthur e la vendetta di Maltazard (Arthur et la Vengeance de Maltazard, 2009)
- Adèle e l'enigma del faraone (Les Aventures extraordinaires d'Adèle Blanc-Sec, 2010)
- Arthur e la guerra dei due mondi (Arthur 3: La Guerre des deux mondes, 2010)
- The Lady - L'amore per la libertà (The Lady, 2011)
- Cose nostre - Malavita (The Family, 2013)
- Lucy (2014)
- Valerian e la città dei mille pianeti (Valerian and the City of a Thousand Planets, 2017)
- Anna (2019)
- Dogman (2023)
- June and John (2025)
- Dracula (Dracula: A Love Tale, 2025)

#### Videoclip
- Isabelle Adjani Pull Marine (1984)
- Richard Berry Visiteur (1984)
- Serge Gainsbourg Mon légionnaire (1988)
- Mylène Farmer Que mon cœur lâche (1993)
- Madonna Love Profusion (2003)

#### Spot pubblicitari
- Dim Underwear (1984)
- L'Oréal Red Pulp (1997)
- Chanel Nº 5 Le Loup (1999)
- Club Internet Cops (2000)
- Club Internet Girl (2000)
- Clairefontaine Cendrillon (2002)
- Estée Lauder Beyond Paradise (2003)
- Orange Roméo & Juliette (2004)

### Sceneggiatore
- L'Avant dernier, regia di Luc Besson – cortometraggio (1981)
- Le Dernier Combat, regia di Luc Besson (1983)
- Subway, regia di Luc Besson (1985)
- Kamikaze, regia di Didier Grousset (1986)
- Le Grand Bleu, regia di Luc Besson (1988)
- Nikita, regia di Luc Besson (1990)
- Atlantis, regia di Luc Besson – documentario (1991)
- Léon, regia di Luc Besson (1994)
- Il quinto elemento (Le cinquième élément), regia di Luc Besson (1997)
- Taxxi (Taxi), regia di Gérard Pirès (1998)
- Giovanna d'Arco (The Messenger: The Story of Joan of Arc), regia di Luc Besson (1999)
- Taxxi 2 (Taxi 2), regia di Gérard Krawczyk (2000)
- The Dancer, regia di Frédéric Garson (2000)
- Yamakasi - I nuovi samurai (Yamakasi - Les samouraïs des temps modernes) (2001)
- Kiss of the Dragon, regia di Chris Nahon (2001)
- Wasabi (Wasabi, la petite moutarde qui monte au nez), regia di Gérard Krawczyk (2001)
- The Transporter (Le Transporteur), regia di Corey Yuen e Louis Leterrier (2002)
- Taxxi 3 (Taxi 3), regia di Gérard Krawczyk (2003)
- Il tulipano d'oro (Fanfan la Tulipe), regia di Gérard Krawczyk (2003)
- Adrenalina blu - La leggenda di Michel Vaillant (Michel Vaillant), regia di Louis-Pascal Couvelaire (2003)
- I fiumi di porpora 2 - Gli angeli dell'Apocalisse (Les Rivières pourpres II: Les anges de l'apocalypse), regia di Olivier Dahan (2004)
- Banlieue 13, regia di Pierre Morel (2004)
- Danny the Dog (Unleashed), regia di Louis Leterrier (2005)
- Transporter: Extreme (Transporter 2 ), regia di Louis Leterrier (2005)
- Revolver, regia di Guy Ritchie (2005)
- Angel-A, regia di Luc Besson (2005)
- Arthur e il popolo dei Minimei (Arthur et les Minimoys), regia di Luc Besson (2006)
- Bandidas, regia di Joachim Rønning ed Espen Sandberg (2006)
- Taxxi 4 (Taxi 4), regia di Gérard Krawczyk (2007)
- Io vi troverò (Taken), regia di Pierre Morel (2008)
- Transporter 3 (Le Transporteur 3), regia di Olivier Megaton (2008)
- Arthur e la vendetta di Maltazard (Arthur et la vengeance de Maltazard), regia di Luc Besson (2009)
- From Paris with Love, regia di Pierre Morel (2010)
- Adèle e l'enigma del faraone (Les aventures extraordinaires d'Adèle Blanc-Sec), regia di Luc Besson (2010)
- Arthur e la guerra dei due mondi, regia di Luc Besson (2010)
- Colombiana, regia di Olivier Megaton (2011)
- Taken - La vendetta (Taken 2), regia di Olivier Megaton (2012)
- Lockout, regia di James Mather e Stephen St. Leger (2012)
- Blind Man (À l'aveugle), regia di Xavier Palud(2012)
- Transporter: The Series – serie TV, 24 episodi (2012-2014)
- Cose nostre - Malavita (The Family), regia di Luc Besson (2013)
- 3 Days to Kill, regia di McG (2014)
- Brick Mansions, regia di Camille Delamarre (2014)
- Lucy, regia di Luc Besson (2014)
- Taken 3 - L'ora della verità (Taken 3), regia di Olivier Megaton (2015)
- Valerian e la città dei mille pianeti (Valerian and the City of a Thousand Planets), regia di Luc Besson (2017)
- Anna, regia di Luc Besson (2019)
- Dogman, regia di Luc Besson (2023)
- June and John, regia di Luc Besson (2025)

### Produttore
- Kamikaze, regia di Didier Grousset (1986)
- Lune froide, regia di Patrick Bouchitey (1991)
- Les mamies, regia di Annick Lanoë (1992)
- L'enfant lion, regia di Patrick Grandperret (1993)
- Chasse gardée, regia di Jean-Claude Biette (1993)
- Les truffes, regia di Bernard Nauer (1995)
- Niente per bocca (Nil by Mouth), regia di Gary Oldman (1997)
- Taxxi (Taxi), regia di Gérard Pirès (1998)
- Taxxi 2 (Taxi 2), regia di Gérard Krawczyk (2000)
- The Dancer, regia di Frédéric Garson (2000)
- Exit, regia di Olivier Megaton (2000)
- Yamakasi - I nuovi samurai (Yamakasi - Les samouraïs des temps modernes), regia di Ariel Zeitoun (2001)
- 15 agosto (15 août), regia di Patrick Alessandrin (2001)
- Kiss of the Dragon (Le Baiser mortel du dragon), regia di Chris Nahon (2001)
- Wasabi (Wasabi, la petite moutarde qui monte au nez), regia di Gérard Krawczyk (2001)
- Blanche, regia di Bernie Bonvoisin (2002)
- Pelle d'angelo (Peau d'ange), regia di Vincent Pérez(2002)
- The Transporter (Le Transporteur), regia di Corey Yuen e Louis Leterrier (2002)
- La turbulence des fluides, regia di Manon Briand (2002)
- Rire et châtiment, regia di Isabelle Doval (2003)
- Taxxi 3 (Taxi 3), regia di Gérard Krawczyk (2003)
- Moi César, 10 ans ½, 1m39, regia di Richard Berry (2003)
- Bon Voyage, regia di Jean-Paul Rappeneau (2003)
- Tristan, regia di Philippe Harel (2003)
- Il tulipano d'oro (Fanfan la Tulipe), regia di Gérard Krawczyk (2003)
- Les côtelettes, regia di Bertrand Blier (2003)
- Alta tensione (Haute tension), regia di Alexandre Aja (2003)
- La felicità non costa niente, regia di Mimmo Calopresti (2003)
- Adrenalina blu - La leggenda di Michel Vaillant (Michel Vaillant), regia di Louis-Pascal Couvelaire (2003)
- I fiumi di porpora 2 - Gli angeli dell'Apocalisse (Les Rivières pourpres II: Les anges de l'apocalypse), regia di Olivier Dahan (2004)
- À ton image, regia di Aruna Villiers (2004)
- Mensonges et trahisons et plus si affinités..., regia di Laurent Tirard (2004)
- New York Taxi (Taxi), regia di Tim Story (2004)
- Banlieue 13, regia di Pierre Morel (2004)
- Danny the Dog (Unleashed), regia di Louis Leterrier (2005)
- Ze film, regia di Guy Jacques (2005)
- Le souffleur, regia di Guillaume Pixie (2005)
- Les yeux clairs, regia di Jérôme Bonnell (2005)
- Imposture, regia di Patrick Bouchitey (2005)
- Au suivant!, regia di Jeanne Biras (2005)
- Transporter: Extreme (Transporter 2 ), regia di Louis Leterrier (2005)
- Revolver, regia di Guy Ritchie (2005)
- La boîte noire, regia di Richard Berry (2005)
- Le tre sepolture (The Three Burials of Melquiades Estrada), regia di Tommy Lee Jones (2005)
- Arthur e il popolo dei Minimei (Arthur et les Minimoys), regia di Luc Besson (2006)
- Bandidas, regia di Joachim Rønning ed Espen Sandberg (2006)
- Cheeky, regia di David Thewlis (2006)
- Colour Me Kubrick, regia di Brian W. Cook (2006)
- Quand j'étais chanteur, regia di Xavier Giannoli (2006)
- Les filles du botaniste, regia di Sijie Dai (2006)
- The Secret, regia di Drew Heriot – documentario (2006)
- Michou d'Auber, regia di Thomas Gilou (2006)
- Dikkenek, regia di Olivier Van Hoofstadt (2006)
- Non dirlo a nessuno (Ne le dis à personne), regia di Guillaume Canet (2006)
- Nuovomondo, regia Emanuele Crialese (2006)
- Amore e altri disastri (Love and Other Disasters), regia di Alek Keshishian (2006)
- Io vi troverò (Taken), regia di Pierre Morel (2008)
- Transporter 3 (Le Transporteur 3), regia di Olivier Megaton (2008)
- Arthur e la vendetta di Maltazard (Arthur et la vengeance de Maltazard), regia di Luca Besson (2009)
- Il missionario (Le Missionnaire), regia di Roger Delattre (2009)
- Paris Express (Coursier), regia di Hervé Renoh (2010)
- From Paris with Love, regia di Pierre Morel (2010)
- Adèle e l'enigma del faraone (Les aventures extraordinaires d'Adèle Blanc-Sec), regia di Luc Besson (2010)
- Arthur e la guerra dei due mondi (Arthur 3: La Guerre des deux mondes), regia di Luc Besson (2010)
- L'immortale (L'immortel), regia di Richard Berry (2010)
- Colombiana, regia di Olivier Megaton (2011)
- La Planque, regia di Akim Isker (2011)
- Taken - La vendetta (Taken 2), regia di Olivier Megaton (2012)
- Blind Man (À l'aveugle), regia di Xavier Palud (2012)
- Transporter: The Series – serie TV, 24 episodi (2012-2014)
- Intersections, regia di David Marconi (2013)
- Cose nostre - Malavita (The Family), regia di Luc Besson (2013)
- 3 Days to Kill, regia di McG (2014)
- Brick Mansions, regia di Camille Delamarre (2014)
- Lucy, regia di Luc Besson (2014)
- The Homesman, regia di Tommy Lee Jones (2014)
- Taken 3 - L'ora della verità (Taken 3), regia di Olivier Megaton (2015)
- The Transporter Legacy (The Transporter Refueled), regia di Camille Delamarre (2015)
- Valerian e la città dei mille pianeti (Valerian and the City of a Thousand Planets), regia di Luc Besson (2017)
- Taken – serie TV (2017)
- Kursk, regia di Thomas Vinterberg (2018)
- Anna, regia di Luc Besson (2019)

## Libri
- Arthur e il popolo dei Minimei, 2004.
- Arthur e la città proibita, 2005.
- Arthur e la vendetta di Maltazard, 2006.
- Arthur e la guerra dei due mondi, 2007.

## Riconoscimenti (parziale)
- BAFTA
  - 1986 – Candidatura al miglior film straniero per Subway
  - 1998 – Miglior film per Niente per bocca
- David di Donatello
  - 1991 – Candidatura al miglior film straniero per Nikita
- European Film Award
  - 2018 – Candidatura all'EFA People's Choice Award per Valerian e la città dei mille pianeti
- Premio César
  - 1984 – Candidatura al miglior regista esordiente per Le Dernier Combat
  - 1986 – Candidatura al miglior regista per Subway
  - 1986 – Candidatura al miglior film per Subway
  - 1989 – Candidatura al miglior regista per Le Grand Bleu
  - 1989 – Candidatura al miglior film per Le grand bleu
  - 1991 – Candidatura al miglior regista per Nikita
  - 1991 – Candidatura al miglior film per Nikita
  - 1995 – Candidatura al miglior regista per Léon
  - 1995 – Candidatura al miglior film per Léon
  - 1998 – Miglior regista per Il quinto elemento
  - 1998 – Candidatura al miglior film per Il quinto elemento
  - 2000 – Candidatura al miglior regista per Giovanna d'Arco
  - 2000 – Candidatura al miglior film per Giovanna d'Arco
  - 2011 – Candidatura al miglior film d’animazione per Arthur e la guerra dei due mondi
  - 2012 – Candidatura al miglior film d’animazione per Un mostro a Parigi
- Premio Lumière
  - 1998 – Miglior regista per Il quinto elemento
  - 2000 – Miglior regista per Giovanna d'Arco
  - 2000 – Miglior film per Giovanna d'Arco